# Andreas Schweiger
Andreas Schweiger (Schwangau, 10 de junio de 1953) es un deportista alemán que compitió para la RFA en biatlón. Ganó dos medallas en el Campeonato Mundial de Biatlón, plata en 1981 y bronce en 1978.

## Palmarés internacional
| Campeonato Mundial | Campeonato Mundial   | Campeonato Mundial | Campeonato Mundial |
| Año                | Lugar                | Medalla            | Prueba             |
| ------------------ | -------------------- | ------------------ | ------------------ |
| 1978               | Hochfilzen (Austria) | Medalla de bronce  | Relevos            |
| 1981               | Lahti (Finlandia)    | Medalla de plata   | Relevos            |